# Pertransit benefaciendo
Pertransit benefaciendo (з лат., дослівно — Ходив він, добро чинячи) — латинська фраза, яка застосовується стосовно померлих, щоб показати скільки хорошого вони зробили за життя.

Сентенція фактично є фрагментом розмови Святого Петра з сотником Корнилієм про Ісуса Христа, яка наводиться в Біблії (Дії Апостолів, глава 10, рядок 38):
|  | 34 А Петро відкрив уста свої та й промовив: Пізнаю я поправді, що не дивиться Бог на обличчя...(Дії 10:34) 38 Ісуса, що був із Назарету, як помазав Його Святим Духом і силою Бог. І ходив Він, добро чинячи й усіх уздоровлюючи, кого поневолив диявол, бо Бог був із Ним. (Дії 10:38) |

|  | 38 Iesum a Nazareth quomodo unxit eum Deus Spiritu Sancto et virtute qui pertransivit benefaciendo et sanando omnes oppressos a diabolo quoniam Deus erat cum illo. (Дії 10:38) |

Також існують і інші варіанти цієї сентенції: Pertransivit benefaciendo, Per transiit benefaciendo, та ін.

## Приклади

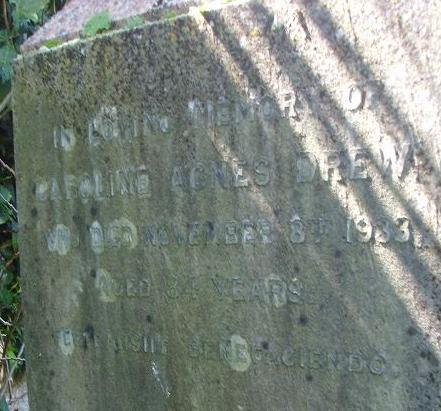
PERTRANSIT BENEFACIENDO на пам'ятнику

- St. Margaret of Scotland[3] «Like the Divine Master on Whom she modelled her life it could be said of her pertransit benefaciendo — she walks through our Scottish story doing good.» (анг.)
- The motto of Bishop Getúlio Teixeira Guimarães, S.V.D., Prelate of the Roman Catholic Diocese of Cornélio Procópio, in GCatholic.com [Архівовано 4 листопада 2010 у Wayback Machine.] (анг.)
- Obituary of Pierre Potain, M.D., Professor of Medicine in the University of Paris, in British Medical Journal 12 Jan 1901 (анг.)